# モデル (自然科学)

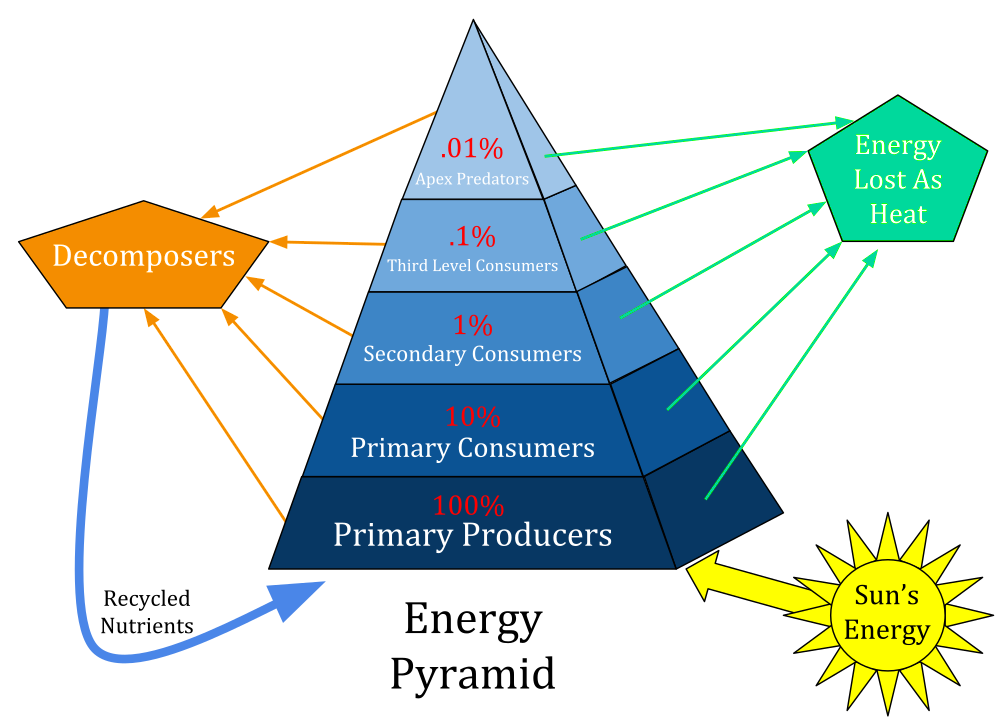
生態ピラミッドのモデル

モデルとは、科学的方法において、理論を説明し、可視化し、理解する為の簡単で具体的なもの（図形や物体、数式など）。模型ともいう。解釈とモデルは、おおよそ、1対1で対応する。ある解釈に対して、それを具体的に示すモデルがある。「モデル」(model)と「近似」(approximation)は、ほぼ同義語として使われる場合がある。

## 様々なモデル

### 天文学
天文学では、「天動説」及び「地動説」という理論があり、それを図形的に示したモデルがあった。ヨハネス・ケプラーは正多面体（プラトン立体）を用いた太陽系モデルを示した。
- 天動説（地球中心説）のモデル
- プトレマイオスのモデル。地球中心説。地球を中心とした層状の世界があり、太陽や地球以外の惑星の世界がその層の中を移動する、と考えた。
- ケプラーのモデル。正多面体が入れ子状にあることで惑星と惑星が距離を保っている、と考えるもの。

### 原子構造理論
原子構造理論では、古典論を前提とした「核の周りを回る電子」というモデルがあった（長岡半太郎、ラザフォード）。しかし、のちに誤りだと否定された。次にボーアの原子模型が登場し、その後に電子を確率論的にとらえ雲状に描く量子力学的原子モデルが登場した。
- ラザフォードの原子模型。電子に球状の実体があり原子核の周囲を惑星のように回っていると考えるモデル。
- 電子の位置は明らかでなく、周囲に位置がはっきりしない状態で確率論的に、いわば雲のように存在していると理解し雲状に描くモデル。

### 数理モデル
定量的、形相の解析のために数学を応用したモデルを数理モデルという。また確率論・統計学を応用した統計モデルもある。これらは自然科学のみならず社会科学（経済学、社会学など）や人文科学（心理学、計量文献学など）でも用いられる。

### 生物を利用したモデル
生物学・医学の研究では上記のようなモデルのほかに、生物を利用したモデルが用いられる。例えば実験動物を用いた疾病モデルなどがある。生物学では生命現象一般に関する研究のために単純で実験しやすい生物が用いられ、これらはモデル生物と呼ばれる。ダーシー・トムソンが有名である。

## 学問とモデル
解釈・モデルは、複数ある状態からひとつへと収束することもあれば、逆にひとつの解釈しかなかった状態から複数が並立する状態に移行することもある。モデルの盛衰にはさまざまなパターンがある。
例えば、もとは学者も含めてほとんど全ての人々が地球中心説（=天動説）という考え方をしていたが、やがて太陽中心説（=地動説）が現れ、それぞれのモデルを支持する人がいる状態となったが、現代ではほとんどの人が太陽中心説を支持する、という状況になっている。
また、「複数の解釈のどれもが（ある意味で）正しい」ということもありうる。例えば、電子はある面では粒子のような振る舞いをし、ある面では波のような振る舞いをすることが、現在では知られている。

## 分類
大野はモデルという言葉の使い方を、次の相互排除的でない3つに大別した。
1. 現実のある側面（ある現象）の数理的本質を捉えることを目的としたもの。現実はモデルより込み入ったものとなる。比喩的に言えば、現実とモデルの対応は準同型あるいは縮約的になる。イジングモデル、原子の惑星モデル、ワインバーグ＝サラムモデルなど。
2. 系のある側面のあらゆる記述を与えることで実際の系の代わりになる数理的あるいは実体的な系。現象を観測した時に得られるデータを信号を見たときに、その信号を効率よく生み出せる信号源として現象を整理するためのモデルである。信号のデータ圧縮を目指しているとみることができ、現象の理解を目指していないしその本質の数学的表現を追求するという意識も希薄となる。これも現実との対応は全体としては準同型的あるいは射影的である。発電所等プラントのプロセスモデル、in silicoの発生系・細胞生化学的系、シミュレーションなど。
3. 抽象的な概念をより具体的に表現したもの。上記2つが記述の道具であるのに対し、これは論証の道具としてのモデルであると言ってもよい。上記の2つと違い、現実とどう対応させるかという問題は存在しない。数理論理学ではしばしばこの意味で用いられる。双曲幾何学のポアンカレ円板モデル、チューリングマシン（「計算する」ことに対するモデル）など。

## 注
1. ↑  「自由電子モデル」と「自由電子近似」は同じ意味で用いられることがある。
2. ↑  大野克嗣『非線形な世界』東京大学出版会、2009年、185-188頁。ISBN 978-4-13-063352-9。